# Taylor Townsend (Newport Beach)
Pour les articles homonymes, voir Taylor Townsend.
Taylor Townsend, Taylor Townsend de Maumaront avant son divorce, est un personnage de fiction de la série télévisée américaine Newport Beach. Le rôle a été tenu par l'actrice américaine Autumn Reeser.

## Histoire du personnage
La mère de Taylor, Veronica Townsend, est un agent sportif et membre du comité de l'école d'Harbor, qui accorde peu d'affection à sa fille. Bonne élève, Taylor parle couramment français, espagnol, coréen et latin dans plusieurs épisodes. Cependant, elle manque terriblement d'affection et cherche désespérément en obtenir de chaque homme qu'elle rencontre. Dans la saison 3, elle est présentée comme une manipulatrice servant sa propre cause et donc une antagoniste des personnages principaux. Toutefois, par la suite, son personnage s'adoucira et gagnera en profondeur, et elle se découvrira une amitié avec ces mêmes protagonistes. Dans la saison 4, elle commence une relation avec Ryan Atwood, bien que les deux jeunes gens refusent tout engagement sentimental. Elle se rapproche également de Summer Roberts, qui a du mal à se remettre de la mort de son amie Marissa Cooper.
On ne sait rien sur son père si ce n'est dans un épisode de la saison 4 où l'on apprend qu'il vit à San Diego avec sa nouvelle famille. 